# 김해준
김해준(1987년 2월 8일 ~ )은 대한민국의 개그맨이자 크리에이터이다.
데뷔는 2018년 1월 7일이다.
 현재 유튜브 "김해준" 본인 채널과 다수의 TV방송들을 통해 활발히 활동하고 있다.

현재 맛있는 녀석들 고정멤버로 활약중이다.

## 방송

### TV
- tvN 코미디빅리그
  - 2018년 ~ 현재
    - 《개통령》 - 이웡종역
    - 《수지야》
    - 《내사랑 진짜루》
    - 《컴백홈》 - 동거남역
    - 《포토그래퍼 삘충만》 - 삘충만역
    - 《동네친구 썸쿵》 - 김준해역
    - 《괜찮아 우정이야》 - 김해준역
    - 《분장후 설렘》 - 김해준역
    - 《원천징수》 - 김맑음역
    - 《독썰의 오형제》 - 다라이 레드역
    - 《환승연애》 - 김해준역
    - 《비호세자》 - 준도령역
    - 《미스터 트럭》
- MBC 생방송오늘아침
  - 2019년 2월 21일 3161회 -《떴다!SNS 스타- 원조 개통령이 돌아왔다! 반려견 전문가 이웅종편》
- tvN 대탈출2
  - 2019년 4월 14일 5화 무간교도소편
- tvN 코미디빅리그 단내투어
  - 2019년 7월 1일
- tvN 유 퀴즈 온 더 블럭
  - 2019년 10월 22일: 제 40화 《That's Life》 - 2년차 신인 코미디언으로 짧은 인터뷰
  - 2021년 1월 20일: 제 90화 《소의 해 특집》 - 김해준, 피식대학 김민수
- MBC 놀면뭐하니
  - 2021년 1월 30일: 78회 카놀라유 -《예능 유망주 만남》
  - 2021년 4월 10일: 87회 유야호 - 《MSG워너비 후보 오디션》
- MBC 복면가왕
  - 2021년 4월 4일: 1608회 - 식스팩(김해준) vs 마스크팩(이은지)
- MBC 라디오스타
  - 2021년 4월 14일: 《716회 아무튼 사장!》 - 김해준, 홍석천, 조준호, 제이쓴
- tvN 놀라운 토요일 - 도레미마켓
  - 2021년 6월 5일: 163회 《이 시대 고막남친》 - 김해준, 성시경
- KBS2 오늘부터 무해하게
  - 2021년 12월 2일: 8회 두 번째 힙&핫 프로젝트 《플라스틱 포장재 사용량 줄이기》- 김해준
- MBC 전지적 참견 시점
  - 2021년 12월 11일: 182회 이시영 2부 사극 버전 화보 촬영 현장

### 2022년
- MBC 나혼자산다
  - 2022년 3월 25일: 438회 이은지 《괜찮아, 남사친이야》- 김해준

- MBC 심장이 뛴다 38.5
  - 2022년 5월 11일: 2회 '더 가까이 캠페인' 지켜줘 펫티켓 - 김해준, 김보리(반려견)

- TV조선 개나리 학당
  - 2022년 5월 30일: 17회 오늘 하루는 <개나리튜브>! 아이들의 꿈의 직업 크리에이터 특집!- 김해준

- KBS 주접이 풍년
  - 2022년 6월 16일: 20회 피식대학 편. 피식대학 X 주접이 풍년 제1회 하계 MT- 쿨제이
- MBC 나혼자산다
  - 2022년 7월 1일: 452회 《하고 싶은거 다 해준》- 김해준, 김보리(반려견)
  - 2022년 7월 8일: 453회 《나래가 운동을 통해 찾은 즐거움!》- 김해준(스튜디오 출연)
  - 2022년 8월 5일: 457회 《떳다!삼척 2인조! 기안84×해준》- 김해준
  - 2022년 8월 12일: 458회 《영원하자 삼척 2인조 기안84×해준》- 김해준
  - 2022년 11월 25일: 472회 《감나무 3인조》- 김해준+스튜디오 출연
- SBS 꼬리에 꼬리를 무는 그날 이야기
  - 2022년 7월 7일: 35회 《7,000억 스캔들! 큰손 장 회장의 비밀》- 김해준
- KBS TV쇼 진품명품
  - 2022년 7월 31일: 1334회
- TVN 줄서는 식당
  - 2022년 8월 1일: EP.28회
- MBC 안싸우면 다행이야
  - 2022년 8월 22일: 92회(백토커)
  - 2022년 8월 29일: 93회(백토커)
- KBS2 사장님 귀는 당나귀 귀
  - 2022년 9월 4일:  172회(빅보이유니언즈)
- KBS2 옥탑방의 문제아들
  - 2022년 9월 14일: 194회
- JTBC 인생리셋 재데뷔쇼 스타탄생
  - 2022년 9월 14일:2회 (임강호역)
- MBC 구해줘! 홈즈
  - 2022년 9월 18일: 174회
- KBS1 노래가 좋아
  - 2022년 10월 2일: 274회 (패널)
- IHQ 돈쭐내러 왔습니다2
  - 2022년 10월 20일: 29회
- SBS 곰손카페
  - 2022년 10월 23일 1부
  - 2022년 10월 30일 2부→2022년 11월 6일로 방송일 변경
- SBS 모닝와이드
  - 2022년 12월 19일
- TV조선 미스터트롯2
  - 2022년 12월 22일 마스터
  - 2022년 12월 29일 마스터
- SBS FIL 라이브플렉스
  - 2022년 12월 27일 1화
  - 2022년 12월 28일 2화
  - 2022년 12월 29일 3화
  - 2022년 12월 30일 4화

### 2023년
- TVN 놀라운토요일
  - 2023년 1월 7일 245회
- MBC 황금어장 라디오스타
  - 2023년 2월 1일 802회
- KBS 2TV 배틀트립
  - 2023년 3월 11일 18회
  - 2023년 3월 18일 19회
  - 2023년 3월 25일 20회

- SBS 살맛나는오늘 어른이문화센터
  - 2023년 4월 26일 535회/1화
  - 2023년 5월 3일 538회/2화
  - 2023년 5월 10일 541회/3화
  - 2023년 5월 17일 544회/4화
  - 2023년 5월 24일 547회/5화
  - 2023년 5월 31일 550회/6화
  - 2023년 6월 7일 551회/7화
  - 2023년 6월 14일 554회/8화

- MBN 오피스빌런
  - 2023년 5월 8일 8화

- MBN 특집 2023 DIMF 뮤지컬스타 커튼콜
  - 2023년 5월 28일 MC

- MBC 안싸우면 다행이야
  - 2023년 6월 12일 127회

- KBS 오늘부터구독중
  - 2023.06.17
  - 2023.06.24
  - 2023.07.01

- STUDIO X+U SBS 집에있을걸그랬어
  - 2023년 6월 30일 1화
  - 2023년 7월 7일 2화
  - 2023년 7월 14일 3화
  - 2023년 7월 21일 4화
  - 2023년 7월 28일 5화
  - 2023년 8월 11일 6화
  - 2023년 8월 18일 7화
  - 2023년 8월 25일 8화

- KBS2 최정훈의 밤의공원
  - 2023년 7월 21일 10회

- JTBC 짠당포
  - 2023년 8월 22일 10회

- TV조선 트랄랄라 브라더스
  - 2023년 10월 25일 23회
  - 2023년 11월 8일 24회

### 2024년
- MBC 전지적 참견시점
  - 2024년 2월 10일 285회
- 채널S 다시 갈 지도
  - 2024년 3월 21일 101회
- TV조선 미스터로또
  - 2024년 3월 22일 41회
- KBS 팝업상륙작전
  - 2024년 7월 6일 1화
  - 2024년 7월 13일 2화
  - 2024년 7월 20일 3화
  - 2024년 8월 17일 4화
  - 2024년 8월 24일 5화
  - 2024년 8월 31일 6화
  - 2024년 9월 7일 7화
  - 2024년 9월 14일 8화
  - 2024년 9월 21일 9화
- 채널S 다시 갈 지도
  - 2024년 6월 27일 115회
- KBS 2TV 생생정보
  - 2024년 7월 17일
- MBC 라디오스타
  - 2024년 9월 11일 881회
- TVN 놀라운토요일
  - 2024년 9월 28일 334회
- Netflix 코미디리벤지
  - 2024년 10월 15일
- KBS 2TV 싱크로유
  - 2024년 10월 28일 7화

## 맛있는 녀석들
- IHQ 맛있는 녀석들

| 날짜       | 회차  | 주제                             | 출연자                      | 메뉴                       |
| ---------- | ----- | -------------------------------- | --------------------------- | -------------------------- |
| 2023.04.14 | 424회 | 포스터촬영                       | 데프콘,유민상,이수지,김해준 |                            |
| 2023.04.21 | 425회 | 화합 특집                        | 데프콘,유민상,이수지,김해준 | 짜장면,비빔밥              |
| 2023.04.28 | 426회 | 화기애애 특집                    | 데프콘,유민상,김해준        | 쭈꾸미 숯불구이, 철판요리  |
| 2023.05.05 | 427회 | 스트레스 타파 특집               | 데프콘,유민상,이수지,김해준 | 마라탕, 꼬치구이           |
| 2023.05.12 | 428회 | 나의 단골 맛집을 소개합니다 특집 | 데프콘,유민상,이수지,김해준 | 월남쌈, 퓨전중식           |
| 2023.05.19 | 429회 | 단골 맛찜 특집                   | 데프콘,유민상,이수지,김해준 | 돼지고기, 중식             |
| 2023.05.26 | 430회 | 닭에게 꽂혔게 특집               | 데프콘,유민상,이수지,김해준 | 닭갈비, 꽃게               |
| 2023.06.02 | 431회 | 고기투합 특집                    | 데프콘,유민상,이수지,김해준 | 한우, 참치                 |
| 2023.06.09 | 432회 | 힙스트리트푸드파이터 특집        | 데프콘,유민상,이수지,김해준 | 피자, 부대찌개             |
| 2023.06.16 | 433회 | 배부르마블 세계여행 특집         | 데프콘,유민상,이수지,김해준 | 프랑스음식, 남아프리카음식 |
| 2023.06.23 | 434회 | 점메추 특집                      | 데프콘,유민상,이수지,김해준 | 서울식불고기, 돈가스       |
| 2023.06.30 | 435회 | 포동포'동해' 특집                | 데프콘,유민상,이수지,김해준 | 물회, 가오리찜             |
| 2023.07.07 | 436회 | 시장할땐 시장으로 가특집         | 데프콘,유민상,이수지,김해준 | 분식, 설렁탕               |
| 2023.07.14 | 437회 | 풀 하우스 특집                   | 데프콘,유민상,이수지,김해준 | 전국 맛집 음식, 초계국수   |
| 2023.07.21 | 438회 | 풀 하우스 특집 2탄               | 데프콘,유민상,이수지,김해준 | 바베큐 파티                |
| 2023.07.28 | 439회 | 위大한 이벤트 특집               | 데프콘,유민상,이수지,김해준 | 돼지갈비, 수제 버거        |
| 2023.08.04 | 440회 | 보신 갑<甲> 특집                 | 데프콘,유민상,이수지,김해준 | 한방삼계탕, 오리 주물럭    |
| 2023.08.11 | 441회 | 면 뭐하니? 특집                  | 데프콘,유민상,이수지,김해준 | 즉석우동, 냉면             |
| 2023.08.18 | 442회 | 잘 나가 '신당' 특집              | 데프콘,유민상,이수지,김해준 | 반건조생선, 숯불닭구이     |
| 2023.08.25 | 443회 | 맛있겠 '냉(冷)' 특집             | 데프콘,유민상,이수지,김해준 | 냉채족발, 냉동삼겹         |
| 2023.09.01 | 444회 | 뷰(View)의 세계 특집             | 데프콘,유민상,이수지,김해준 | 파스타, 한정식             |
| 2023.09.08 | 445회 | 밀(리)털이 특집                  | 데프콘,유민상,이수지,김해준 | 밀면, 빵, 오코노미야끼     |
| 2023.09.15 | 446회 | 자'양'강'장' 특집                | 데프콘,유민상,이수지,김해준 | 장어구이, 특양구이         |
| 2023.09.22 | 447회 | 오징어,게 임 특집                | 데프콘,유민상,이수지,김해준 | 씨푸드뷔페, 오징어요리     |
| 2023.09.29 | 448회 | 가을엔 '철원'해 특집             | 데프콘,유민상,이수지,김해준 | 오대꽃밥정식, 민물매운탕   |
| 2023.10.06 | 449회 | 가을 '대전' 특집                 | 데프콘,유민상,이수지,김해준 | 전어, 대하                 |
| 2023.10.13 | 450회 | 돌잔치 특집                      | 데프콘,유민상,이수지,김해준 | 돌판짜장, 옥돌구이         |
| 2023.10.20 | 451회 | 건물 세운 맛집 특집              | 데프콘,유민상,이수지,김해준 | 중국요리, 만두전골         |
| 2023.10.27 | 452회 | 가을 소풍 특집                   | 데프콘,유민상,이수지,김해준 | 바비큐, 두부요리           |
| 2023.11.03 | 453회 | 토실토실 임실 여행 특집          | 데프콘,유민상,이수지,김해준 | 화덕피자, 다슬기           |
| 2023.11.10 | 454회 | 맛있는 건강? 특집                | 데프콘,유민상,이수지,김해준 | 버섯샤브샤브, 비건         |
| 2023.11.17 | 455회 | '맛'춘문예 특집                  | 데프콘,유민상,이수지,김해준 | 간장게장, 김밥             |
| 2023.11.24 | 456회 | 송년회 메뉴 추천 특집            | 데프콘,유민상,이수지,김해준 | 누룽지닭백숙, 삼겹살       |
| 2023.12.01 | 457회 | 쏘는맛 특집                      | 데프콘,유민상,이수지,김해준 | 딤섬, 한우                 |
| 2023.12.08 | 458회 | 먹 방에서 먹방 특집              | 데프콘,유민상,이수지,김해준 | 찜질방, 호텔 룸서비스      |
| 2023.12.15 | 459회 | 굴라잡이 특집                    | 데프콘,유민상,이수지,김해준 | 석화찜, 오이스터바         |
| 2023.12.22 | 460회 | 크리스마스에는 축복을 특집       | 데프콘,유민상,이수지,김해준 |                            |

## 드라마
- 2023년 MBC 드라마넷 로맨스 빌런

```
- 병국 선배 역 2023년 6월 12일 4화ㅣ 2023년 6월 27일 8화
```

- 2023 MBC 오늘도 사랑스럽개

```
- 신동철 삼촌 역 2023년 10월 11일 1화 ㅣ2023년 12월 20일 11화 ㅣ 2023년 12월 27일 12화 ㅣ2024년 1월 3일 13화 | 2024년 1월 10일 14화
```

- 2023 JTBC 힘쎈여자 강남순

```
- 배우 역 2023년 10월 14일 3화ㅣ 2023년 10월 15일 4화
```

- 2023 tvN 반짝이는 워터멜론

```
- 최준 디제이역 2023년 10월 16일 7화
```

## 라디오

### 2021년
- SBS 파워FM 딘딘의 뮤직하이
  - 2021년 1월 19일: 《연.사.친》 - 최준, 빅원 (보이는 라디오 진행)
- 네이버 NOW 적재의 야간작업실
  - 2021년 2월 9일: 《김해준 in 야간합주실 with 암호준》 - 김해준, 구본암, 김승호, 윤준현 (보쇼 진행)
- SBS 파워FM 두시탈출 컬투쇼
  - 2021년 2월 15일: 《피식대학》 - 김해준, 이용주, 김민수, 정재형, 문세윤 (보이는 라디오 진행)
- MBC FM4U 전효성의 꿈꾸는 라디오
  - 2021년 2월 25일: 《이럴 땐 이런 책》 - 김해준, 유승우 (보이는 라디오 진행)
- SBS 러브FM 허지웅 쇼
  - 2021년 3월 10일: 《이 맛에 산다 - 요즘 대세! 피식대학》 - 김해준, 이용주, 김민수, 정재형 (보이는 라디오 진행)
- KBS 쿨FM DAY6의 키스 더 라디오
  - 2021년 3월 14일: 《화이트데이 특집》 - 최준 (보이는 라디오 진행)
- SBS 파워FM 박소현의 러브게임
  - 2021년 3월 17일: 최준, 허영지 (보이는 라디오 진행)

- SBS 파워FM 웬디의 영스트리트
  - 2021년 12월 11일: 최준, 이은지 (보이는 라디오 진행)

### 2022년~
- MBC FM4U 폴킴의 꿈꾸는 라디오
  - 2022년 2월 14일: 최준
- KBS 쿨FM 이기광의 가요광장
  - 2022년 4월 20일: 최준 (보이는 라디오 진행)
- KBS 쿨FM 윤정수 남창희의 미스터 라디오
  - 2022년 5월 5일: 김해준 (보이는 라디오 진행)

- SBS 파워FM 최화정의 파워타임

| 날짜       | 주제                | 출연자                                    | 기타                         |
| ---------- | ------------------- | ----------------------------------------- | ---------------------------- |
| 2022.05.11 |                     | 김해준,이용주,정재형                      | 보이는라디오진행             |
| 2022.06.15 | 소개팅편            | 김해준,이용주,정재형,김민수               | 보이는라디오진행             |
| 2022.07.06 | 장비빨편            | 김해준,이용주,정재형,김민수               | 보이는라디오진행             |
| 2022.07.13 | 노래방편            | 김해준,이용주,정재형,김민수               | 보이는라디오진행             |
| 2022.07.20 | 헌팅편              | 김해준,이용주,정재형,김민수               | 보이는라디오진행             |
| 2022.07.27 | 노래방편2           | 김해준,이용주,정재형,김민수               | 녹화방송(보이는라디오진행)   |
| 2022.08.10 | 헬스장편            | 김해준,이용주,정재형,김민수               | 보이는라디오진행             |
| 2022.08.17 | 연애상담편          | 김해준(최준),이용주,정재형,임플란티드키드 | 보이는라디오진행             |
| 2022.08.31 | 회식편              | 김해준,이용주,정재형,김민수               | 보이는라디오진행             |
| 2022.09.07 | 슬기로운 명절생활편 | 김해준,이용주,정재형,김민수               | 보이는라디오진행             |
| 2022.09.21 | 여러가지 논쟁편     | 김해준,이용주,정재형,김민수               | 보이는라디오진행             |
| 2022.09.28 | 여러가지 논쟁편2    | 김해준,정재형,김민수                      | 보이는라디오진행             |
| 2022.10.05 | 내향인 vs 외향인    | 김해준,이용주,정재형,김민수               | 보이는라디오진행             |
| 2022.10.12 | 탕진                | 김해준,이용주,정재형,김민수               | 보이는라디오진행             |
| 2022.11.09 | 과몰입              | 김해준,정재형, 나보람                     | 보이는라디오진행             |
| 2022.11.16 | 커플싸움,부부싸움   | 김해준,이용주, 정지형, 김민수, 박세미     | 보이는라디오진행             |
| 2022.12.07 | 옛날사람            | 김해준,이용주,정재형,김민수               | 보이는라디오진행             |
| 2022.12.14 | 허세                | 김해준,이용주,정재형,김민수               | 보이는라디오진행             |
| 2022.12.21 | 최악의 이벤트       | 김해준,이용주,정재형,김민수               | 보이는라디오진행             |
| 2022.12.28 | 최악의 이벤트2      | 김해준,이용주,정재형                      | 보이는라디오진행             |
| 2023.02.22 | 김치국마신일        | 김해준,이용주,정재형                      | 보이는라디오진행             |
| 2023.03.15 | 자존감              | 김해준,이용주,정재형,김민수               | 보이는라디오진행             |
| 2023.03.29 | 역대급엔딩          | 김해준,이용주,정재형,김민수               | 보이는라디오진행             |
| 2023.04.05 | 이해불가            | 김해준,이용주,정재형                      | 보이는라디오진행             |
| 2023.04.26 | 자아도취            | 김해준,이용주,정재형,김민수               | 보이는라디오진행             |
| 2023.05.03 | 성공담              | 김해준,이용주,정재형,김민수               | 보이는라디오진행             |
| 2023.05.17 | 억울한일            | 김해준,이용주,정재형,김민수               | 보이는라디오진행/마지막 방송 |

### 2023년
- KBS 쿨FM 이은지의 가요광장
  - 2023년 5월 8일: 김해준 (보이는 라디오 진행)

- SBS 러브FM 정엽의 LP카페
  - 2023년 5월 15일: 김해준 (보이는 라디오 진행)

- SBS 러브FM 유민상의 배고픈 라디오
  - 2023년 10월 23일: 김해준, 이수지 (보이는 라디오 진행)

### 2024년
- SBS 러브FM 박세미의 수다가체질
  - 2024년 2월 14일: 김해준 (보이는 라디오 진행)

## 음원
- 2021년 6월 14일: 최준 X 정승환 《그러니깐》
- 2021년 12월 12일: 최준 X 스윗소로우(SWEET SORROW) 《크리스마스 이게 뭐라고》
- 2023년 5월 11일: 쿼카N수달 (김해준 X 이대휘) 《SUMMER》

## 수상
- 2021 올해의 브랜드 대상 인물/문화 부문 올해의 개그맨 수상
- 2021 대한민국을 빛낸 10인 대상 방송예능인 부문 수상
- 2021년 29회 대한민국 문화 연예대상 예능스타상 수상

## 공연
| 날짜                 | 공연명                                             | 출연                       | 기타               |
| -------------------- | -------------------------------------------------- | -------------------------- | ------------------ |
| 2022년 10월 21일     | 2022 이은지 팬미팅 [일촌평]                        | 쿨제이(부캐)               | 게스트 출연        |
| 2022년 10월 22일     | The Very First Fan Meet Hey June                   | 김해준                     | 팬미팅             |
| 2023년 3월 4일~5일   | WON THE STAGE                                      | 김해준                     | 우리은행 콘서트 MC |
| 2023년 6월 23일      | 워터밤 서울 2023                                   | 태양인(더이미테이션레이블) | 워터밤             |
| 2023년 7월 28일      | 홍천 찰옥수수 축제2023                             | 태양인(더이미테이션레이블) | 지역축제           |
| 2023년 8월 11일      | KT vs NC 야구경기                                  | 태양인(더이미테이션레이블) | 시구시타           |
| 2023년 8월 25일      | 2023 부산 국제 코미디 페스티벌                     | 태양인(더이미테이션레이블) | 개막식 공연        |
| 2023년 9월 2일       | 2023 차지연 콘서트 Exhibition                      | 김해준                     | 게스트 출연        |
| 2023년 9월 16일~17일 | 하나플레이리스트 콘서트                            | 태양인(더이미테이션레이블) | 게스트 출연        |
| 2023년 10월 14일     | 경주 화랑힙합페스타                                | 태양인(더이미테이션레이블) | 게스트 출연        |
| 2023년 12월 21일     | 서울라이트 DDP 개막식                              | 김해준                     | MC                 |
| 2024년 2월 25일      | <실용연기학원> 이성에게 자연스럽게 플러팅하는 연기 | 실용연기 선생님(부캐)      | 메타코미디 공연    |
| 2024년 3월 14일      | F4 화이트데이 플러팅                               | 최준(부캐)                 | 메타코미디 공연    |
| 2024년 9월 28일      | 강남 오픈에어 레트로 콘서트                        | 최준(부캐)                 | 콘서트 MC          |
| 2024년 12월 6일~7일  | 2024 뮤지컬스타 갈라쇼                             | 김민준(부캐)               | 빵송국 공연        |

## 웹예능
- 2020년 8월 3일 ~ 2020년 11월 25일: 샌드박스- 샌박의 순례자들

| 날짜       | 회차     | 에피소드                                                                          |
| ---------- | -------- | --------------------------------------------------------------------------------- |
| 2020.08.03 | 티저     | 우리 뭐 할 건데? 고품격 여행 버라이어티의 시작 @코미꼬COMICO @연남형제            |
| 2020.08.10 | ep.1     | 고오오오품격 여행 버라이어티 첫번째 목적지! 비진도...? 그거 어떻게 가는 건데?     |
| 2020.08.17 | ep.2     | 졸음 운전하다가 회사차 해먹었다??? 통영에서 서울까지의 여정                       |
| 2020.08.24 | ep.3     | 보령 머드축제 가는 길에 대천에서 헌팅하기                                         |
| 2020.08.31 | ep.4     | 갯벌에서 개뻘짓하기, 한 여름밤의 공포체험(보령)                                   |
| 2020.09.07 | ep.5     | 쿨제이 광장시장 구제샵 찢었다 @피식대학Psick Univ                                 |
| 2020.09.14 | ep.6     | 50m 1초에 뛰기 VS 폐교에서 귀신 보기, 공포 JB 월드컵 당신의 선택은?               |
| 2020.0921  | ep.7     | 김해준, 코미꼬 스쿠터 타고 양평 농활                                              |
| 2020.10.05 | ep.8     | 잡지 못하면 굶어야 하는 양평 시골 여행(백숙 먹방, 물고기 잡기)                    |
| 2020.10.12 | 비하인드 | 잼민이한테 처발리는 34살, 샌박의 순례자들 비하인드 모음zip@코미꼬COMICO @연남형제 |
| 2020.10.19 | ep.9     | 목포에서 게이트🖤!!키보드에 토하지 마세요…                                        |
| 2020.10.26 | ep.10    | 목포에서 해준 이모와 소개팅을?@코미꼬COMICO @김해준                               |
| 2020.11.02 | ep.11    | 최준 코미꼬 북한산에서 텐트친 썰(feat.@코미꼬COMICO @김해준)                      |
| 2020.11.09 | ep.12    | 섹시함에 취해벌인 김해준(최준), 코미꼬의 캠핑                                     |
| 2020.11.16 | ep.13    | 김해준, 코미꼬 모닝으로 차박 도전                                                 |
| 2020.11.25 | ep.14    | 최준이랑 함께 떠나는 차박... 아니... 노숙 … feat.@피식대학Psick Univ@김해준       |

- 2020년 11월 14일 ~ 2021년 1월 4일: 하나TV[하나캐피탈]-킹카맨

| 날짜       | 회차 | 에피소드            | 부제              |
| ---------- | ---- | ------------------- | ----------------- |
| 2020.11.24 | 티저 | [킹카맨]예고편      |                   |
| 2020.11.27 | ep.1 | 웹드라마[킹카맨]1화 | 우리는 킹카맨이다 |
| 2020.12.04 | ep.2 | 웹드라마[킹카맨]2화 | 사라진 1Q 용액    |
| 2020.12.11 | ep.3 | 웹드라마[킹카맨]3화 | 킬러와의 사투     |
| 2020.12.18 | ep.4 | 웹드라마[킹카맨]4화 | 미모의 여교수     |
| 2020.12.24 | ep.5 | 웹드라마[킹카맨]5화 | 전쟁              |
| 2021.01.04 | ep.6 | 웹드라마[킹카맨]6화 | 최후의 결전       |

- 2021년 2월 26일 ~ 2021년 8월 6일: 스튜디오 플래닛 - 찐한친구

| 날짜       | 회차            | 에피소드                                 |
| ---------- | --------------- | ---------------------------------------- |
| 2021.02.26 | ep.0            | 그래서 둘이 무슨 사이야?😏👀             |
| 2021.03.05 | ep.1            | 너 낮져밤이야? 낮이밤져야?🌙             |
| 2021.03.12 | ep.2            | 화이트데이. 남사친. 탕후루. 성공적       |
| 2021.03.19 | ep.2.5 비하인드 | 김해준 잘생겼다 생각하는 사람 들어오세요 |
| 2021.03.26 | ep.3            | 남사친과 단 둘이 하는 안마               |
| 2021.04.02 | ep.4            | 자취 시작한 여사친 집에 단 둘이          |
| 2021.04.09 | ep.5            | 선배 제가 발레 알려줄까요?               |
| 2021.04.16 | ep.6            | 카페 알바하다가 눈 맞았습니다.           |
| 2021.04.23 | ep.7            | 처음 느껴보는 여사친 손길                |
| 2021.04.30 | ep.7.5 비하인드 | 뽀뽀...버튼...                           |
| 2021.05.07 | ep.8            | 퇴근길 바래다주는 남사친                 |
| 2021.05.14 | ep.9            | 진도 빠른 여사친과 댄스스포츠            |
| 2021.05.21 | ep.10           | 여사친과 바캉스 보내는 법                |
| 2021.05.28 | ep.11           | 승진 말고 선배랑 키스할래요              |
| 2021.06.04 | ep.12           | 남사친과 단 둘이 운동했을 때             |
| 2021.06.18 | ep.13           | 야, 너 내 여자친구 해라                  |
| 2021.06.25 | ep.14           | 맛있는 거 먹을 때 생각나는 이유          |
| 2021.07.02 | ep.15           | 섹시하게 물놀이 하기                     |
| 2021.07.09 | ep.16           | 선배, 저랑 데이트 할래요?                |
| 2021.07.16 | ep.17           | 비 그치면 같이 휴가 갈래요?              |
| 2021.07.24 | ep.18           | 남사친, 여사친 함께 추억 게임            |
| 2021.07.30 | ep.19           | 너 때문에 영화에 집중이 안돼             |
| 2021.08.06 | ep.20 최종화    | 오늘만큼은 진실만 말하자                 |

- 2021년 4월 12일 ~ 2021년 8월 26일: 하나TV[하나캐피탈]-차슐랭

| 날짜       | 회차  | 에피소드 |
| ---------- | ----- | --- |
| 2021.04.12 | 티저  | [차슐랭]티저 |
| 2021.04.15 | ep.1  | 기아 K8 최준 본캐 개그맨 김해준과 차봤서영 최서영의 차를 맛있게 리뷰하는 차슐랭 (에피타이져)김해준 본캐 노래실력있음 |
| 2021.04.22 | ep.2  | 제네시스 GV70은 무슨 맛? 차차박사(?) 김해준과 차봤서영~ 최서영의 맛있는 차 리뷰 차슐랭!                              |
| 2021.04.29 | ep.3  | 기아 신형 카니발 하이리무진 리뷰(feat.커피한잔 할래요?) 김해준과 최서영의 신형 키니발 리뷰~                          |
| 2021.05.06 | ep.4  | 기아 셀토스의 점수는?! 김해준이 맛있다고 인정한 차량! 본격 자동차 리뷰어 성장 스토리(?) 차슐랭!                      |
| 2021.05.13 | ep.5  | 현대 투싼 하이브리드에서 요가가 가능하다고?(ft.김해준,최서영)                                                        |
| 2021.05.20 | ep.6  | 김해준, 최서영은 콜로라도 타고 누구랑 캠핑갈까? 캠핑 갈거야 말리지마 ~.~ (feat.킹카맨)                               |
| 2021.05.27 | ep.7  | 현대 스타리아 본격 리뷰 1탄 김해준, 최서영 입담 대폭발!                                                              |
| 2021.06.03 | ep.8  | 현대 스타리아 본격 리뷰 2탄 김해준이 직접 운전해봤다! 최서영이 이렇게 높은 별점을?!                                  |
| 2021.06.10 | ep.9  | 벤츠 GLB 250 4MATIC 찐리뷰! 차차박사 김해준과 차차기자 최서영이 벤츠 클라쓰 확인해봤습니다!                          |
| 2021.06.17 | ep.10 | 쉐보레 트래버스를 맛있게 맛 보다!김해준과 최서영의 역대급 반응..??                                                   |
| 2021.06.24 | ep.11 | 테슬라 모델Y에 사심이 듬뿍?! 요새 제일 핫한 그 브랜드! 섹시 큐티의 정석! 김해준과 최서영의 점수는??                  |
| 2021.07.06 | ep.12 | BMW Z4 m40i에 김해준&최서영 심쿵사 직전! 차슐랭에서 처음 맛보는 스포츠카의 맛은?!                                    |
| 2021.07.08 | ep.13 | 기아 K3 신형이란? 미생에서 완생을 만드는 필수템?! 김해준, 최서영이 직접 운전해봤다                                   |
| 2021.07.15 | ep.14 | BMW 420i 컨버터블 김해준과 최서영의 심장을 뛰게 하다?!                                                               |
| 2021.07.22 | ep.15 | 아이오닉 5! 시대를 앞서간 자동차에서 현대의 미래로?!                                                                 |
| 2021.07.29 | ep.16 | 제네시스 G90! 단점을 찾는게 어려운 최고의 세단?!                                                                     |
| 2021.08.05 | ep.17 | 코나N의 반전 매력! 깜짝 놀랄 수 밖에 없을걸?!                                                                        |
| 2021.08.12 | ep.18 | 아우디 e-tron! 좋아서 화가 나는 전기차의 혁신?!                                                                      |
| 2021.08.19 | ep.19 | 싼타페 하이브리드! 같이 캠핑 가실래요?                                                                               |
| 2021.08.26 | ep.20 | 완벽한 피날레?! 한국에 단 2대 있다는 벤츠 AMG GTR 프로!                                                              |

- 2021년 7월 5일 ~ 2021년 9월 13일: 샌드박스- 샌박의 부장들2

| 날짜       | 회차     | 에피소드 |
| ---------- | -------- | --- |
| 2021.07.05 | 티저     | 인턴 새ㄲ... 아니 새끼 인턴 구했습니다                                                                                |
| 2021.07.12 | ep0-1    | 둘 보다 나은 셋(?)이 될 수 있을까? 시즌 1 리뷰!                                                                       |
| 2021.07.15 | ep0-2    | TMI 대방출! 절친끼리 함께 자소서를 써본다면?                                                                          |
| 2021.07.19 | ep.01    | 비상! 첫날부터 지각한 부장들! 리포터 소슬지 유재필에게 털려 버렸다(?)                                                 |
| 2021.07.26 | ep.02    | 부장들 중소기업으로 단체 이직? (feat. 좋좋소 이과장, 조충범)                                                          |
| 2021.08.02 | ep.03    | 남자는 머리빨이라고? (feat. 기우쌤, 금강연화)                                                                         |
| 2021.08.09 | ep.04    | 괜찮아요~ 해치지 않아요! 무서운(?) 얼굴에 그렇지 못한 과거 [feat. 공혁준, 고말숙)                                     |
| 2021.08.16 | ep.05    | '왜 나한테만 그래요?' 김해준 괴롭히러 온 사기꾼... 아니 일루셔니스트 이은결                                           |
| 2021.08.18 | 쇼츠     | 덩치값 못하는 김해준                                                                                                  |
| 2021.08.23 | 세로직캠 | [김해준의 니춤내춤] Dance Cover-블랙핑크(BLACKPINK) - 뚜두뚜두(DDU-DU DDU-DU), 라스푸틴, Bang Bang (feat. 저스트댄스) |
| 2021.08.30 | ep.06    | 제모옥은 2021 김세정 팬미팅으로 하겠습니다 근데 이제 부장들을 곁들인...                                               |
| 2021.09.06 | ep.07    | 김해준 아이돌 데뷔 하는 영상 (feat. 비비 BIBI)                                                                        |
| 2021.09.13 | ep0-3    | 부끄러움은 우리의 몫이죠... 진행 스킬을 가르치려다 눈뽕당한                                                           |

## 광고
- 2021년 SK텔레콤
- 2021년 써브웨이
- 2021년 롯데하이마트
- 2021년 동국제약 오라메디
- 2021년 어메이징토커
- 2023년 여행가는달(한국관광공사)